# Wolter Frans van Hoensbroeck-Geul

Familiewapen
van Hoensbroeck

Wolter Frans van Hoensbroeck-Geul uit het Huis Hoensbroeck was een zoon van Conraad Ulrich van Hoensbroeck-Geul (1590-1652) en Isabella de Haudion.

## Biografie
Wolter werd gedoopt in de Sint Niklaaskerk in Valkenburg op 21 juli 1616. Hij was eigenaar/bewoner van Kasteel Geulle. 
Hij werd graaf van Hoensbroeck-Geul, heer van Geulle, Bunde, Ulestraten, Cadier, Groten-Brogel en Erpicom, stadhouder (nog minderjarig) van de lenen en voogd van het land van Valkenburg.
Op 16 december 1655 trouwde hij te Overbach (Rijnland) met barones Maria Sybilla van Flans. Maria overleed in december 1670. Zij was een dochter van Johan Adam van Flans en Adolpha van Cortenbach tot Helmond. Adolpha was een dochter van Alexander van Cortenbach heer van Helmond van 1618 tot 1649 en Anna van Ruyschenberg.
Wolter Frans was kolonel en werd door Filips IV van Spanje in 1660 met zijn mannelijke en vrouwelijke descendenten in de gravenstand verheven. 
Hij overleed op 9 september 1675 in Geulle.

## Kinderen
Uit zijn huwelijk werden geboren:
- Adolpha Sibilla van Hoensbroeck-Geul
- Philip Willem Coenraad van Hoensbroeck-Geul
- Johan Maximiliaan Karel Arnold van Hoensbroeck-Geul
- Ignatius Candidus van Hoensbroeck-Geul

## Afbeeldingen

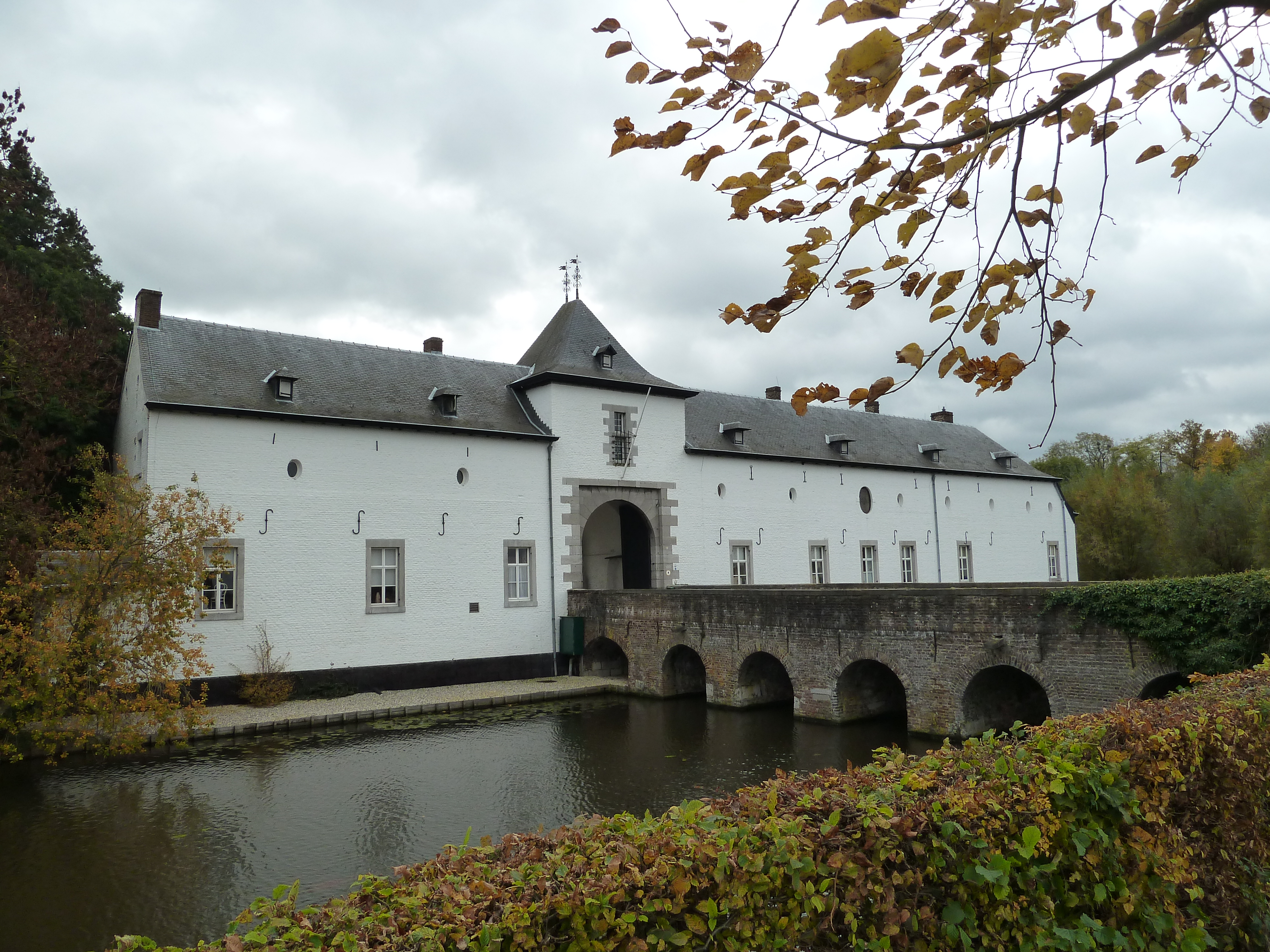
Kasteel Geulle (2010)
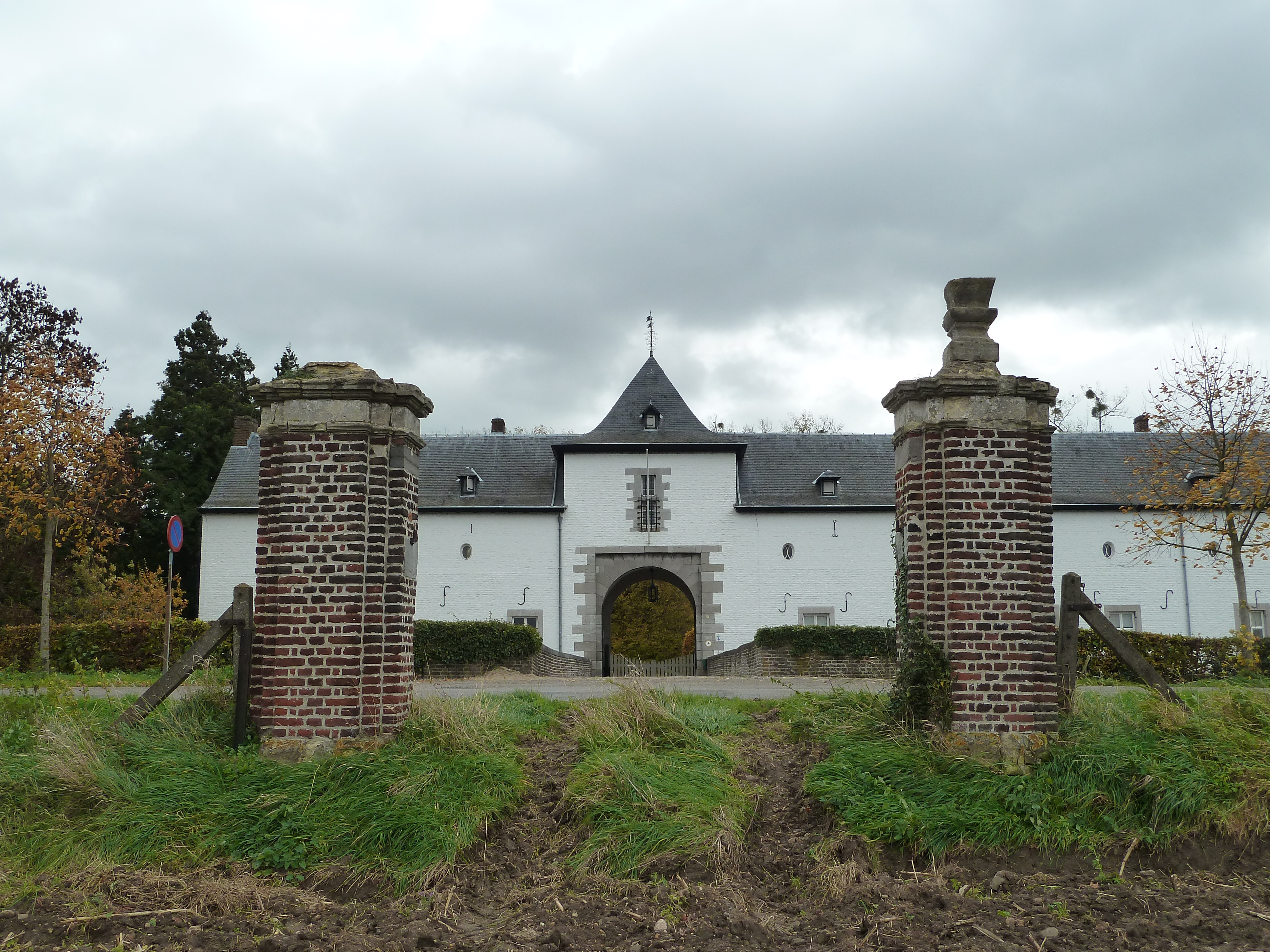
Kasteel Geulle (2010)
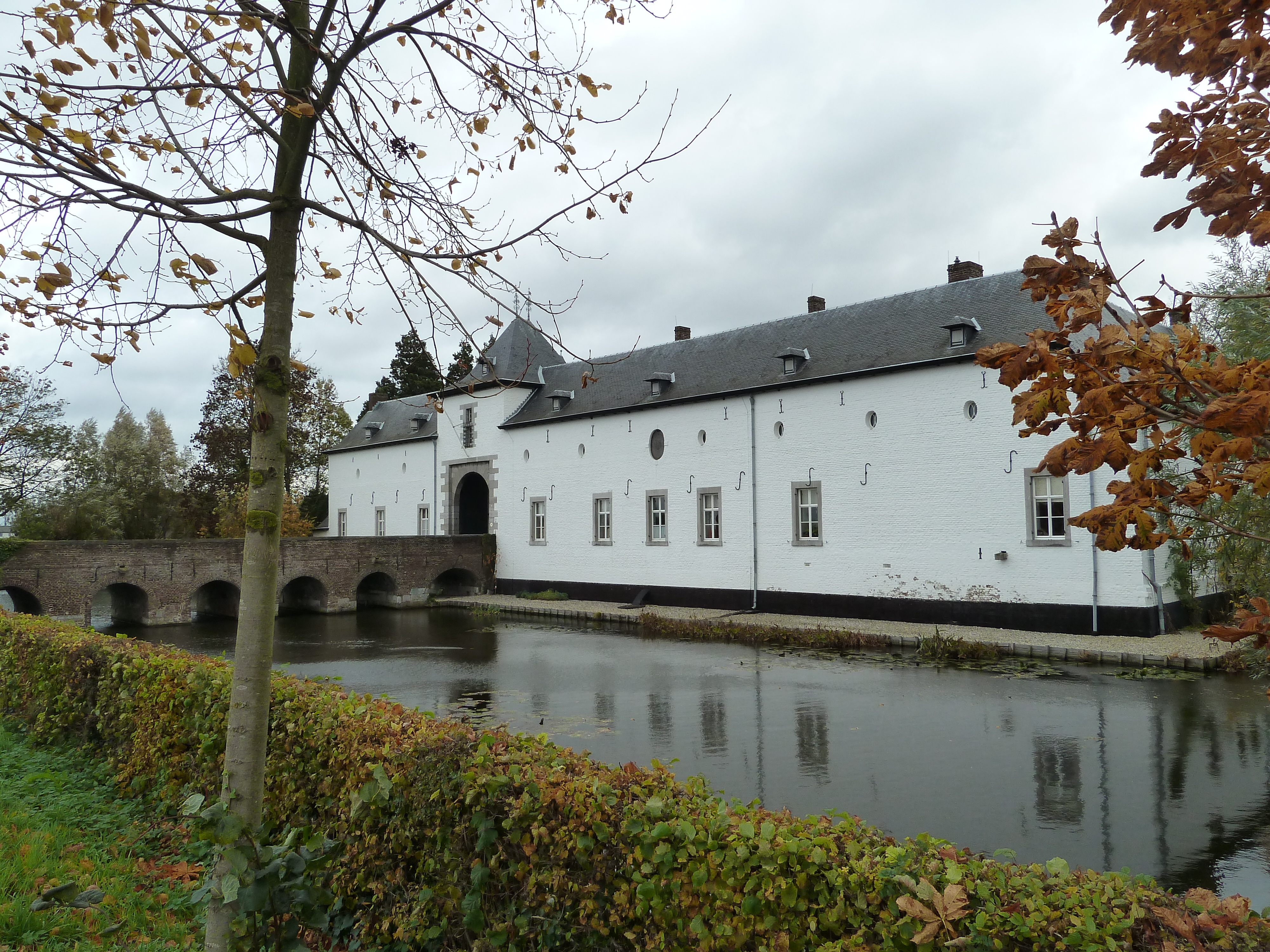
Kasteel Geulle (2010)